# Boidinia lacticolor
Boidinia lacticolor är en svampart som först beskrevs av Giacopo Bresàdola, och fick sitt nu gällande namn av Hjortstam & Ryvarden 1987. Boidinia lacticolor ingår i släktet Boidinia och familjen kremlor och riskor.   Inga underarter finns listade i Catalogue of Life.